# Ігнац Мошелес
Ігнац Мошелес (нім. Ignaz Moscheles; нар. 30 травня 1794, Прага — пом. 10 березня 1870, Лейпциг) — німецький композитор, педагог, диригент, піаніст-віртуоз. Концертував із 14-ти років.

## Творча діяльність
Навчався в Празі (Д. Вебер — фортепіано) та у Відні (Антоніо Сальєрі, І. Альбрехтсбергер — композиція). Починаючи із 1821 року працював у Лондоні як диригент, піаніст, педагог. Виїжджав із концертами в інші міста Європи. В 1846 році на запрошення Фелікса Медельсона переїжджає в Лейпциг, де працював професором консерваторії. Товаришував із Людвігом ван Бетховеном. Здійснив переклад для фортепіано його опери «Фіделіо», а також редагував Бетховенські фортепіанні та скрипкові сонати.
Серед власних композицій: 8 концертів для фортепіано з оркестром, Секстет і Септет для фортепіано, струнних та духових інструментів, п'єси для фортепіано, дві сонати, «Посвята Генделю» для двох фортепіано, 24 етюди та ін., а також книга «Життя Бетховена».

## Ігнац Мошелес і Микола Лисенко
На момент, коли Микола Лисенко вступив до Лепцизької консерваторії, викладачу по класу фортепіано Ігнацу Мошелесу, який працював у цьому закладі з часу заснування, було вже 73 роки. Незважаючи на це, Лисенко прагнув потрапити до нього у клас, брав приватні уроки. На думку молодого студента «быть в Лейпциге и не учиться у европейской знаменитости <…> это все равно, что не видеть папы в Риме». Він цінував можливість спілкуватися з Мошелесом як зі знаменитим представником минулої епохи, живим свідком та учасником мистецьких подій, які вже стали історією: «Но это интересный старик, как современник и друг Бетговена, Гуммеля, Клементи. Он часто про них рассказывает <…> Это такой комик, что можно умирать со смеху, как он показывает комически игру разных артистов и в особенности школы Листа».
Лисенко захоплювався виконавською майстерністю Мошелеса — «А як він і досі гра свої етюди, нехай йому гаспид!», — хоча й зважав на упереджені погляди цього німецького музиканта на сучасне мистецтво.